# Zapus
Zapus is een geslacht van zoogdieren uit de familie van de slingermuizen (Zapodidae). De wetenschappelijke naam van het geslacht werd in 1875 gepubliceerd door Elliott Coues.

## Soorten
Er worden 8 soorten in dit geslacht geplaatst:
- Zapus hudsonius (Zimmermann, 1780) – Graslandhuppelmuis
- Zapus luteus G. S. Miller, 1911
- Zapus montanus Merriam, 1897
- Zapus oregonus Preble, 1899
- Zapus pacificus Merriam, 1897
- Zapus princeps J. A. Allen, 1893 – Westelijke huppelmuis
- Zapus saltator J. A. Allen, 1899
- Zapus trinotatus Rhoads, 1895 – Pacifische huppelmuis